# Mary Eliza Fullerton
Mary Eliza Fullerton (14 de mayo de 1868 - 23 de febrero de 1946) fue una escritora australiana. 

## Biografía
Fullerton nació el 14 de mayo de 1868 en Glenmaggie, Victoria. Fue educada en casa por su madre y en la escuela estatal local. Después de dejar la escuela, se quedó en la propiedad de sus padres, hasta que se mudó a Melbourne cuando tenía poco más de veinte años.
Estuvo activa en el movimiento de sufragio femenino desde la década de 1890 y principios de 1900. Durante la Primera Guerra Mundial, escribió artículos sobre temas feministas y argumentó en contra del reclutamiento para publicaciones victorianas. Fue miembro del Partido Socialista Victoriano y de la Asociación Política de Mujeres.
Visitó Inglaterra en 1912 y se mudó allí en 1922 con su compañera Mabel Singleton.
Falleció en Maresfield, Inglaterra, el 23 de febrero de 1946.

## Carrera literaria
Escribió historias, artículos y versos para revistas y publicaciones periódicas, a veces bajo el seudónimo de Alpenstock. Escribió tres novelas entre 1921 y 1925 bajo su propio nombre, pero por temor a los prejuicios contra ella como mujer sin educación universitaria, la publicación de sus dos últimas obras en verso, los lunares hacen tan poco con su privacidad y La maravilla y la manzana, fueron publicado bajo el seudónimo E. Su publicación fue organizada por su amigo Miles Franklin. Su identidad como autora fue revelada después de su muerte.